# Klaus Jochen Arnold
Klaus Jochen Arnold, né en 1968 à Ibbenbüren, est un historien allemand.

## Biographie
Arnold étudie l'histoire contemporaine, les sciences politiques et l'histoire de l'Europe de l'est à l'université de Münster. Il soutient sa thèse de doctorat, intitulée La Wehrmacht et la politique d'occupation dans les territoires occupés de l'Union Soviétique, auprès de Wolfgang Jacobmeyer en 2004. Il reçoit à cette occasion le prix Werner Hahlweg-Prix d'histoire militaire et des sciences de la défense (3e prix).
Il est ensuite collaborateur scientifique des archives de l'université de Fribourg, puis responsable du projet de la Fondation allemande pour la recherche des archives du Brandebourg et du Centre de recherches sur l'histoire du temps présent (ZZF) de Potsdam sur « le Démontage dans la zone d'occupation Soviétique, et à Berlin, 1945-1948 ». De 2006 à 2007, il est chargé de cours à l'université de Leipzig ; en novembre 2007, Arnold est chef de projet pour la fondation Konrad Adenauer, puis depuis 2012 collaborateur scientifique de la fondation à Potsdam.

## Réception critique de la thèse de doctorat
Sa thèse publiée en 2005 sur Die Wehrmacht und die Besatzungspolitik in den besetzten Gebieten der Sowjetunion. Kriegführung und Radikalisierung im Unternehmen Barbarossa (La Wehrmacht et la politique d'occupation dans les territoires occupés de l'Union soviétique. Conduite de la guerre et radicalisation dans le Plan Barbarossa) donne lieu à des recensions par les historiens Christian Hartmann, Peter Hoeres et Wigbert Benz.
Dans le Zeitschrift für Ostmitteleuropa-Forschung, l'historien Christian Gerlach reproche à Arnold un travail qui « minimise ou passe sous silence le chiffre des victimes, attribue l'entière responsabilité à Hitler, mais plus encore aux Soviétiques, et qui dans sa syntaxe même amalgame les responsabilités. »
Armin Nolzen écrit « Par-dessus tout, la compréhension inhabituelle dont l'auteur fait preuve envers la Wehrmacht est irritante, et une telle dose d'empathie ne peut que laisser le chroniqueur pantois »
Christoph Dieckmann Thomas Kühne et Dieter Pohl, ont également rédigé plusieurs recensions critiques.

## Publications

### Monographie
- Die Wehrmacht und die Besatzungspolitik in den besetzten Gebieten der Sowjetunion. Kriegführung und Radikalisierung im „Unternehmen Barbarossa“. Duncker & Humblot, Berlin 2005,  (ISBN 3-428-11302-0), Münster (Westfalen) 2002)[9].

### Comme éditeur
- avec Konrad Jarausch: „Das stille Sterben…“ Feldpostbriefe aus Polen und Rußland 1939–1942. Mit einem Geleitwort von Hans-Jochen Vogel. Schöningh, Paderborn 2008,  (ISBN 978-3-506-76546-8).
- avec Bernhard Vogel, Melanie Piepenschneider: Orte der Freiheit und Demokratie in Deutschland. Konrad-Adenauer-Stiftung, Sankt Augustin 2010,  (ISBN 978-3-941904-03-3).
- avec Melanie Piepenschneider: Was bedeutet uns der 20. Juli 1944?, Konrad-Adenauer-Stiftung, Sankt Augustin 2011,  (ISBN 978-3-941904-96-5).
- avec Melanie Piepenschneider: Was war die Mauer? Die Errichtung der innerdeutschen Grenzanlagen durch das SED-Regime und ihre Folgen, Konrad-Adenauer-Stiftung, Sankt Augustin 2013,  (ISBN 978-3-944015-28-6).

### Collaborations
- Demontagen in der Sowjetischen Besatzungszone und in Berlin 1945 bis 1948. Sachthematisches Archivinventar,  Klaus Neitmann und Jochen Laufer, BWV, Berlin 2014,  (ISBN 978-3-8305-1899-0).